# Цигане, Юджин

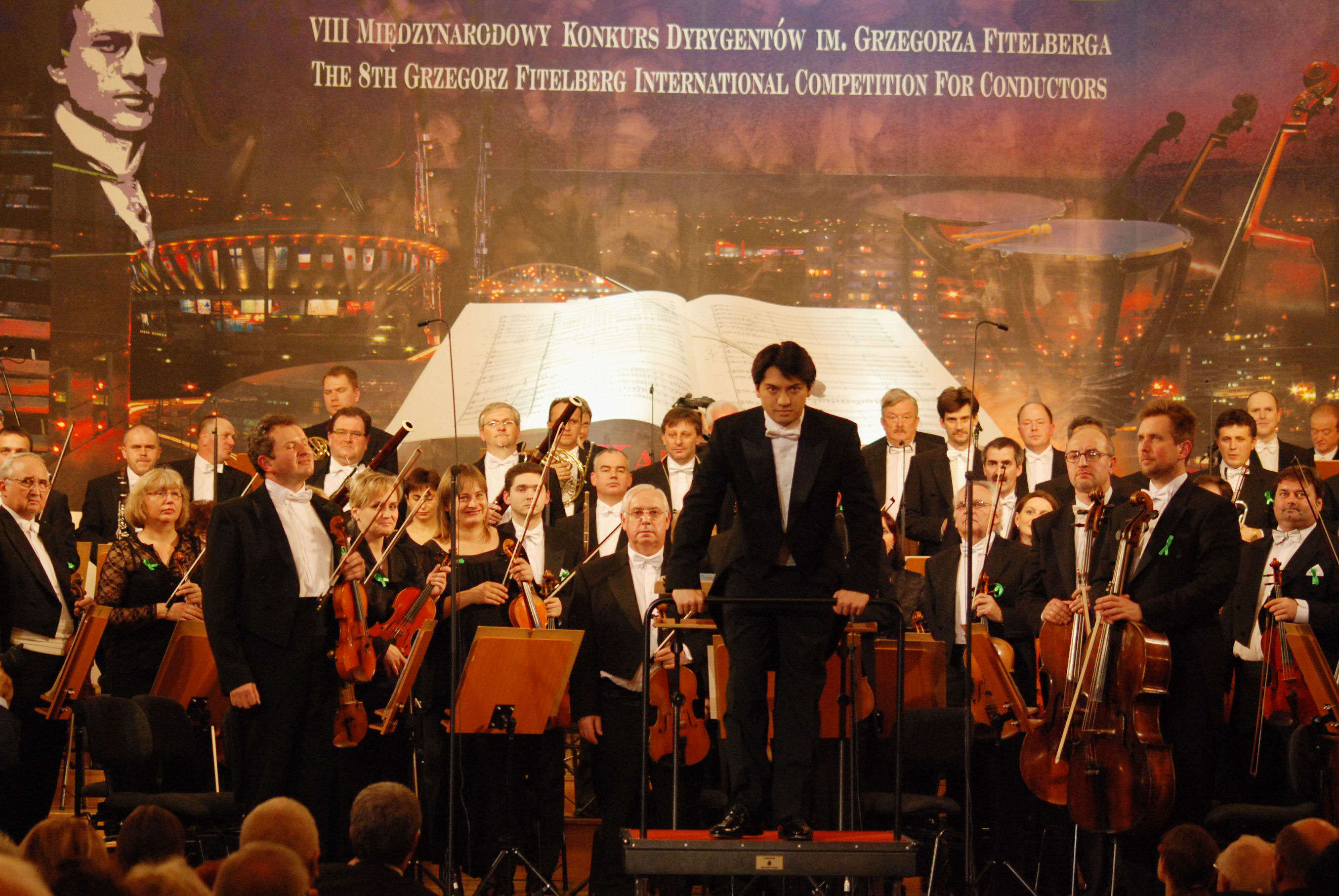
Юджин Цигане на Конкурсе имени Фительберга

Юджин Цигане (Цигейни, Тцигейни, англ. Eugene Tzigane, иногда Tzigané, настоящая фамилия Макдонах, англ. McDonough; род. 17 декабря 1981, Токио) — американский дирижёр.

## Биография
Сын программиста и танцора, работавшего в Японии и женившегося на японке; взял прозвище своего отца в качестве псевдонима. В детстве играл на саксофоне и фаготе, увлекался джазом, но после просмотра документального фильма о Карлосе Кляйбере решил стать дирижёром и до сих пор называет Кляйбера образцом для себя.
Окончил Джульярдскую школу (2007), ученик Джеймса Де Приста. Затем совершенствовал своё мастерство в Королевской высшей музыкальной школе в Стокгольме под руководством Йормы Панулы. Финалист и лауреат ряда международных конкурсов, в том числе обладатель первой премии Международного конкурса имени Гжегожа Фительберга (2007).
В октябре 2009 года возглавил Филармонический оркестр Северо-западной Германии, одновременно занял пост главного приглашённого дирижёра Симфонического оркестра Поморской филармонии в Польше.